# Janvier 2014
Janvier 2014 est le premier mois de l'année 2014.

## Évènements
- Vague de froid polaire en Amérique du Nord.
- L'Australie connaît une vague de chaleur exceptionnelle.
- 1er janvier :
  - La Grèce prend la présidence tournante de l'Union européenne et succède à la Lituanie ;
  - La Lettonie entre dans la zone euro ;
  - Mayotte devient la neuvième région ultrapériphérique de l'Union européenne.
- 5 janvier : élections législatives au Bangladesh.
- 9 janvier :
  - Le Conseil d'État valide par une ordonnance l'interdiction du spectacle Le Mur de l'humoriste Dieudonné au Zénith de Nantes.
  - La Commission européenne décide de prolonger de six mois la période de transition pour l'entrée en vigueur des nouvelles normes de paiement européennes SEPA, qui devait se terminer le 1er février[1].
- 10 janvier : en République centrafricaine, démission du président Michel Djotodia.
- 10 au 11 janvier ; les frères Ineichen, dirigeants de l'entreprise de distribution suisse Otto's, remportent les 24 Heures de Dubaï associés à Marcel Matter, Adrian Amstutz et Christian Engelhart.
- 14 et 15 janvier : la Constitution égyptienne de 2014 est adoptée par référendum constitutionnel.
- 14 au 26 janvier : 12e édition du Championnat d'Europe de handball masculin au Danemark.
- 16 au 18 janvier ; WRC : Sébastien Ogier et Julien Ingrassia remportent le Rallye Monte-Carlo 2014.
- 20 janvier : Catherine Samba-Panza est élue présidente de transition de la République centrafricaine, en remplacement de Michel Djotodia.
- 22 janvier : les manifestations pro-européennes en Ukraine tournent à l'affrontement direct, on dénombre plusieurs morts et des centaines de blessés.
- 23 janvier : un incendie à la Résidence du Havre, à L'Isle-Verte au Québec, fait 32 morts, devenant l'un des plus meurtriers de l'histoire récente du Québec[2].
- 25 au 26 janvier ; TUSCC : Action Express Racing remporte  les 24 Heures de Daytona, la première épreuve du nouveau championnat United SportsCar Championship, avec les pilotes João Barbosa, Christian Fittipaldi et Sébastien Bourdais sur une Coyote Corvette DP.
- 26 janvier :
  - Stanislas Wawrinka remporte son premier titre du Grand Chelem à l'Open d'Australie en battant Rafael Nadal en finale.
  - L'Assemblée constituante tunisienne adopte la nouvelle Constitution ;
  - Massacre de Kawuri et massacre de Waga Chakawa au Nigeria.
- 27 janvier :
  - Juan Orlando Hernández entre en fonction comme président du Honduras.
  - Célébration à Paris du 50e anniversaire de l'établissement des relations diplomatiques entre la France et la Chine, en présence de Jean-Marc Ayrault, Premier ministre français, Cai Wu, ministre de la Culture de la république populaire de Chine et Zhai Jun, Ambassadeur de la république populaire de Chine en France[3].
- 28 janvier : démission du Premier ministre Mykola Azarov en Ukraine.

## Sources
1. ↑  « Press corner », sur European Commission - European Commission (consulté le 31 août 2020).
2. ↑  Laurence Gallant, « Se souvenir de L’Isle-Verte, dans la douleur comme dans la solidarité » , sur Radio-Canada, 23 janvier 2024 (consulté le 12 juillet 2025)
3. ↑  http://institutfrancais.tv/channel/videos/video/france-chine-50-nuit-de-chine-au-grand-palais-ouverture-de-france-chine-50/